# Gnorimosphaeroma ovatum
Gnorimosphaeroma ovatum es una especie de isópodo del género Gnorimosphaeroma, familia Sphaeromatidae, clase Malacostraca. Fue descrita científicamente por Gurjanova en 1933.

## Descripción
El tamaño del cuerpo mide 2,0-200 milímetros.

## Distribución
Se distribuye por Japón.